# دراژوو (صربستان)
دراژوو (به صربی: Draževo) یک منطقهٔ مسکونی در صربستان است که در بلا پالانکا واقع شده‌است. دراژوو ۳۰ نفر جمعیت دارد.